# 加林娜·列昂尼多夫娜·勃列日涅娃
加林娜·列昂尼多夫娜·勃列日涅娃（俄语：Гали́на Леони́довна Бре́жнева，1929年4月18日—1998年6月30日），是蘇聯政治家和總書記勃列日涅夫女兒。

## 生平
勃列日涅娃出生於1929年4月18日在斯維爾德洛夫斯克。作為一個孩子，她拒絕成為共青團員，後來不肯完成一個學位。她有四段婚姻，第二次只維持了九天。第三段婚姻由她父親安排，從眾多的追求者中，選中尤里·丘爾巴諾夫。勃列日涅夫死後，她從公眾的視線完全消失。只是在康斯坦丁·契爾年科的短暫統治時期公開復出，為紀念國際婦女節出席一個會議。
後來丘爾巴諾夫因貪污被捕，加林娜與他離婚。她去世前曾做客英國電視談論在蘇聯的生活。晚年的勃列日涅娃漸漸成了一個酒鬼，她的女兒把她安置在精神病醫院，直到勃列日涅娃於1998年6月30日去世。